# ناکا، توکوشیما
ناکا، توکوشیما (به لاتین: Naka, Tokushima) یک منطقهٔ مسکونی در ژاپن است که در استان توکوشیما واقع شده‌است. ناکا  ۱۱٬۴۵۸ نفر جمعیت دارد.